# Szara Wilczyca
Szara Wilczyca, także jako Kazan lub Kazan i Szara Wilczyca (ang. Kazan, także jako Kazan, the Wolf-dog) – powieść przygodowa autorstwa Jamesa Olivera Curwooda, wydana w 1914 roku. 

## Streszczenie fabuły
Jest to opowieść o wewnętrznym rozdarciu między światem ludzi a dziką przyrodą. Kazan, w jednej czwartej wilk, w trzech czwartych pies husky, żyje na pograniczu tych dwóch światów. Od szczenięcia poznał brutalność życia zaprzęgowego psa na dalekiej północy, zaznając głodu, bicia i walki o przetrwanie. Jego życie zmienia się, gdy trafia pod opiekę Isobel Thorpe i jej męża – kobiety, która jako pierwsza okazuje mu czułość i budzi w nim zaufanie do ludzi. 
Jednak w obozie pojawia się McCready – dawny prześladowca Kazana, który w przeszłości brutalnie się nad nim znęcał. Gdy McCready próbuje skrzywdzić Isobel, Kazan rzuca się na niego i zabija go, lecz bojąc się kary ze strony Thorpe’a, ucieka w dzicz. Tam zaczyna życie wolnego zwierzęcia, odkrywając swoją wilczą stronę.
Podczas wędrówki spotyka Szarą Wilczycę – dziką i nieufną, która z czasem staje się jego towarzyszką. Razem uczą się polować, unikać niebezpieczeństw i opiekują się sobą nawzajem. Kazan miota się między tęsknotą za ludzkim ciepłem a instynktem wolności. Gdy zostaje schwytany przez traperów i oddzielony od Szarej Wilczycy, ich losy jeszcze raz się splatają, a Kazan staje przed wyborem, do którego świata naprawdę należy.
Kontynuacją utworu jest powieść Bari, syn Szarej Wilczycy (ang. Bari, son of Kazan).

## Polskie wydania
- Kazan, tłum. Stanisław Poraj, 1926[1]
- Szara Wilczyca, tłum. Jerzy Marlicz, 1929[2], wielokrotnie wznawiana później. Wersja nieznacznie skrócona[3]. Poprzez zmianę tytułu doszło do zmiany głównego bohatera, którym w oryginalnej wersji książki był Kazan, a nie Szara Wilczyca.
- Kazan i Szara Wilczyca, tłum. Sebastian Czarnecki, 2025[4].